# Classe Sibilla
La classe Sibilla è una classe navale, composta da otto traghetti costruiti dal Cantiere navale Orlando di Livorno e dai Nuovi Cantieri Apuania di Marina di Carrara tra il 1979 e il 1981.

## Storia
Le otto unità della classe vennero costruite tra il 1979 e il 1981 per l'allora compagnia regionale campana Caremar (controllata dalla Tirrenia di Navigazione); il Planasia venne tuttavia acquistato in fase di costruzione dalla compagnia regionale toscana Toremar, prendendo successivamente servizio nei collegamenti tra Piombino e l'isola d'Elba. Il resto della classe, venne invece consegnato alla Caremar, prendendo servizio nei collegamenti verso le Isole Pontine e nel Golfo di Napoli.
L'unica unità della classe ad aver prestato servizio all'estero è il Planasia, venduto alla compagnia spagnola Baleària nel 2012 e rinominato Posidonia; nel 2023, dopo essere stata sostituita da una moderna unità bidirezionale, la nave è rientrata in Italia con il nuovo nome di Nereide.
Nel 1985 vennero costruiti due ulteriori traghetti, simili a quelli della Classe Sibilla, per la compagnia regionale siciliana Siremar. I due traghetti,  al varo Simone Martini e Giovanni Bellini, si differenziano dai traghetti della Sibilla per via dei fumaioli più alti, dei finestroni di poppa più piccoli e della presenza di alberi diversi; resta invece invariata la capacità di trasporto di passeggeri e autoveicoli. Il Giovanni Bellini è stato trasferito nel 2005 alla Toremar, con cui opera tutt'oggi.
Ulteriori quattro unità derivate dalla classe Sibilla, ovvero Liburna, Antonello Da Messina, Filippo Lippi e Tetide vennero costruite tra il 1988 e il 1990 dal cantiere Orlando, dai Nuovi Cantieri Apuania di Marina di Carrara e dal cantiere De Poli di Pellestrina. Destinate alle tre compagnie regionali già citate, questi traghetti presentano una poppa aperta, che le rende più funzionali e utilizzabili anche per il trasporto di merci pericolose; fumaioli e alberi sono analoghi a quelli delle due navi costruite nel 1985. Grazie alle modifiche apportate, queste navi presentano una capienza leggermente aumentata (pari a 740 passeggeri e 70 automobili). Antonello da Messina e Filippo Lippi furono destinate alla Siremar, il Liburna venne acquistata dalla Toremar e il Tetide entrò nella flotta Caremar; quest'ultima unità è stata trasferita alla neonata compagnia Laziomar nel 2012.

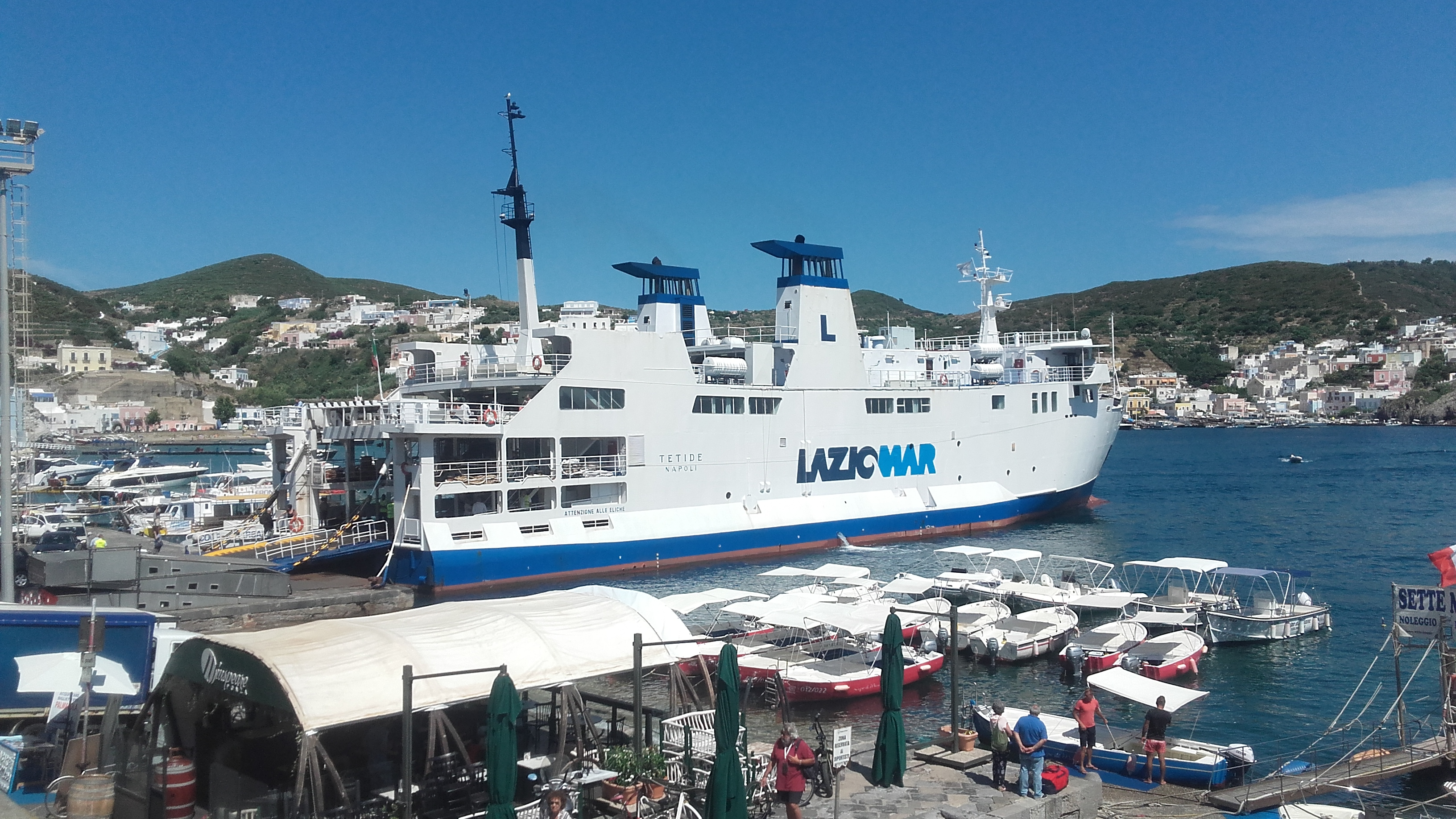
Il Tetide ormeggiato a Ponza; si nota la poppa di forma, caratteristica della classe Antonello da Messina, diversa rispetto alle unità classe Sibilla e Simone Martini, realizzate tra il 1979 e il 1985.

## Unità della classe
| Nome    | Immagine | Anno di costruzione | Lunghezza (m) | Stazza (t.s.l.) | Capacità passeggeri | Capacità auto | Velocità in nodi | Armatore | Note        |
| ------- | -------- | ------------------- | ------------- | --------------- | ------------------- | ------------- | ---------------- | -------- | ----------- |
| Sibilla |          | 1979                | 70,01         | 1.397,03        | 381                 | 50            | 16,5             | Siremar  | Capoclasse  |
| Quirino |          | 1979                | 69,59         | 1.456,12        | 620                 | 50            | 16,5             | Laziomar |             |
| Naiade  |          | 1979                | 69,59         | 1.396           | 690                 | 45            | 17               | Caremar  |             |
| Nereide |          | 1980                | 69,59         | 1.397,90        | 690                 | 45            | 17               | Medmar   | ex Planasia |
| Adeona  |          | 1980                | 69,59         | 1.386,46        | 690                 | 45            | 17               | Caremar  |             |
| Driade  |          | 1980                | 69,59         | 1.397,90        | 690                 | 45            | 17               | Caremar  |             |
| Fauno   |          | 1980                | 69,59         | 1.386,46        | 690                 | 45            | 17               | Caremar  |             |
| Vesta   |          | 1981                | 69,59         | 1.386,46        | 570                 | 60            | 18               | Siremar  |             |

## Servizi a bordo
A bordo le navi della classe Sibilla offrono servizi essenziali come bar, ristorante self-service e sala TV. In tutti gli ambienti chiusi del traghetto è presente l'impianto per l'aria condizionata e sono presenti supporti audiovisivi. È possibile sostare anche sul ponte grazie a sedili che permettono di osservare il panorama.
La capacità di trasporto è pari a circa 700 passeggeri e 60 automobili sulle prime unità; i dati salgono a 740 passeggeri e 70 automobili sulle unità costruite successivamente e dotate di poppa modificata.
È possibile il trasporto di animali al fianco del passeggero o in appositi canili in cui far alloggiare l’animale domestico durante il tragitto.
Sette unità della serie (Adeona, Driade, Fauno, Planasia, Vesta, Simone Martini e Giovanni Bellini) hanno inoltre la celata di prua accessibile mediante una rampa per l'imbarco di passeggeri e autoveicoli. Tale caratteristica, tuttavia, è stata utilizzata esclusivamente su Planasia e Giovanni Bellini durante il servizio per Toremar e sul Vesta nel periodo in cui ha prestato servizio per BluNavy.